# 데이비드 스타직
데이비드 스타직(David Starzyk, 1961년 7월 14일 ~ )은 미국의 배우이다.
스프링필드에서 태어났다.

## 출연 작품
- 더 퍼펙트 가이 (2015년)
- Taken Away (2014)
- 프로즌 키스 (2009년)
- 브링 잇 온 5 (2009년)
- 프리즌 브레이크: 완결편 (2009년)
- 뮤 MW (2009년)
- 세이브 어 라이프 (2009년) - 글렌 테일러 역
- 헌티드 에코 (2008년) - 가이 딕스트라 역
- 보이프렌드 포 크리스마스 (2004년)
- 패시픽 블루 (1996년)
- 타라의 본능 (1995년)
- 마담 하이디 (1993년)

### 텔레비전
- 제7의 천국 (1996년)
- 사브리나 - TV 시리즈 (1996년)
- 베로니카 마스 (2004년)
- 핫 인 클리블랜드 1 (2010년)
- CSI - 마이애미 (2002년)
- CSI 라스베가스 시즌1 (2000년)
- 펠리시티 (1998년)
- 더 영 앤 더 레스트리스 (1973년)
- 우리 생애 나날들 (1965년)